# Айріс (ураган, 1995)
Ураган Айріс (англ. Hurricane Iris) — перший із трьох тропічних циклонів, які вплинули на Малі Антильські острови за три тижні, передуючи більш руйнівним ураганам «Луїс» і «Мерилін». Дев'ятий названий шторм і п'ятий ураган сезону атлантичних ураганів 1995 року. Це був один з чотирьох тропічних циклонів, що сфрмувалися практично одночасно. Точною датою його формування є 22 серпня, після чого від почав рухатися до Підвітряних островів із силою тропічного шторму. Після досягнення 2 категорії за шкалою Саффіра-Сімпсона, Айріс прискорив свій рух, а 7 вересня перетворився на позатропічний циклон. Залишки урагану досягли Західної Європи із максимальними постійними вітрами 34 м/с.
За час свого життя, цей тропічний циклон двічі випробував ефект Фудзівари, тобто взаємодію з іншими циклонами: перший раз з ураганом Умберто, а другий — з тропічним штормом Карен, який був поглинутий Айріс.
Ураган Айріс привів до зливовтх дощів на Підвітряних островах, що викликали ізольовані зсуви та привели до загибелі 5 осіб.
| Погода | Це незавершена стаття з метеорології. Ви можете допомогти проєкту, виправивши або дописавши її. |